# Lee Carsley
Lee Kevin Carsley (født 28. februar 1974 i Birmingham, England) er en engelskfødt irsk forhenværende fodboldspiller, der senest spillede som defensiv midtbanespiller hos den engelske Championship-klub Coventry City. Han kom til klubben i juli 2010 fra Birmingham City. Derudover har han tidligere optrådt for Derby County, Blackburn og Everton.

## Landshold
Carsley står (pr. august 2010) noteret for 39 kampe for Irlands landshold, som han debuterede for tilbage i 1997. Han var en del af den irske trup til VM i 2002 i Sydkorea og Japan.